# Erindringsmedaljen for Krigen 1848-50
Erindringsmedaljen for Krigen 1848-50 er en medalje, man kunne ansøge om at få tildelt, hvis man enten i hæren eller i søværnet havde deltaget i felttoget 1848-50 – også kendt som Treårskrigen eller 1. Slesvigske krig. Medaljen blev stiftet af Christian 9. den 10. juni 1875 og blev administreret af Krigsministeriet. Krigsministeriets notater indikerede, at der var 41.000 berettiget til medaljen, foruden de 5.000 ansøgninger Marineministeriet havde registreret.
Medaljerne blev uddelt i starten af 1877 til de berettigede, der var yderst tilfredse med denne erkendtlighed. Den 11. marts 1877 samledes en masse tilfredse medaljemodtagere, ved Børsen i København for at vise deres taknemmelighed til Christian 9. De samlede medaljemodtagere valgte en deputation, der blev ledsaget af 5-6.000 mand til Amalienborg, hvor deputationen overbragte en tak på vegne af de forsamlede medaljemodtager. Herefter holdt Christian 9. en tale til folkemængden, der blev besvaret med et "Kongen Leve", hvorefter man gik hver til sit.

## Stiftelse
Christian 9. havde den 29. april 1864 afgivet et løfte om at indstifte en krigsmedalje for deltagelse i krigene 1848-50 og 1864. Da dette endnu ikke var sket i 1871 tog 3000 våbenbrødre kontakt til Kongen, for at få ham til at indfri hans løfte.
Sagen blev drøftet på et statsrådsmøde den 21. januar, under punktet ”Medaljen for Tapper daad 1864”, hvilket endte med at Kongen overdrog sagen til Krigsminister Wolfgang Haffner. Wolfgang Haffner tog kontakt til Den kgl. Mønt, hvor professor Frederik Krohn kunne fortælle ham, at det ville tage cirka 2 år at præge de 100.000 medaljer på Mønten, hvorimod støbte jernmedaljer kunne fremstilles på den halve tid. Wolfgang Haffner fremlagde sagen for Christian 9. den 14. juni 1871 og gav her udtryk for at han mente, at Christian 9. burde tilbagekalde sit løfte. Kongen efterkom ikke dette ønske, men sagen blev sat i bero.
På et statsrådsmøde den 10. april 1874 blev sagen taget op igen, fordi den nye krigsminister C.A.F. Thomsen, efter mundtlig befaling, havde indgivet ønske om at drøfte ”medaljesagen”, som sagen blev kaldt. Christian 9. gav C.A.F. Thomsen lov til at søge om den nødvendige bevilling i finansloven på 50.000 kr. for 1875-76.
Erindringsmedaljen for krigsdeltagelse i felttoget 1848-50 blev endelig stiftet den 10. juni 1875 af Christian 9., efter indstilling af C.A.F. Thomsen dagen før.

## Fremstilling
Da bevillingen fra Rigsdagen var indløbet, blev der foretaget en undersøgelse af, hvor denne ordre kunne blive fremstillet. Ifølge rustmestrer Georg Christensen var der kun tre steder i Danmark, der på dette tidspunkt havde kapacitet til at fremstille dem: sølvvarefabrikant V. Christesen, sølvvarefabrikant Dragsted og et jysk firma, der var i besiddelse af en presse brugt til industrielle formål.
Det blev krigsministeriets arkivar intendant J.E. Dittmann, der undersøgte forskellige tilbud i ind- og udland og endte med at skrive kontrakt på regeringens vegne med fabrikanten Ernest Robineau og gravøren Alphée Dubois fra Paris, der havde det billigste tilbud. Medaljerne skulle præges af Maison Robineau-Sorin Frères Manufacture de Bijouterie Religieuse i Paris og efterfølgende leveres mellem maj og november 1876.
Ifølge kontrakten skulle der fremstilles ét par poinçon (patricer) og to par produktionsstempler, hvilket skulle kunne holde til prægning af cirka 20.000 medaljer i alt.

## Ansøgning
Man blev ikke automatisk tildelt Erindringsmedaljen for Krigen 1848-50, hvis man havde deltaget i felttoget 1848-50. Man skulle selv udfylde en grå ansøgning, hvorefter det blev undersøgt, om der var belæg for at tildele medaljen til ansøgeren.
På denne ansøgning skulle man besvare følgende spørgsmål:
- Hvad er Deres fulde Navn?
- Hvilken Dag og hvilket Aar er De født?
- I hvilket Aar har De deeltaget i Krigen?
- Ved hvilken Afdeling (Institution) tjente De dengang?
- Ved hvilket Compagni, Escadron eller Batteri stod De?
- Hvilket Numer havde de?
- Fra og til hvilken Dag var De tjenestgjørende?
- Tjente De som Mening eller som Befalingsmand?
- Blev De saaret i Krigen? Naar?
- Har De ligget paa Lazareth? Paa hvilket?
- Blev De fangen i Krigen? Naar og hvor?
- Har De Pension eller Invalidforsørgelse? Hvilket Numer har Deres Pensionsbrev?
- Er De Medlem af ,,De Danske Vaabenbrødres Selskab”? I hvilken af dettes Afdelinger og i hvilket Numer staaer De?
- Hvilken er Deres nuværende Stilling?
- Hvor har De nu Bopæl? (Hvis de ikke boer i en Kjøbstad, bedes Amt, Herred, Sogn og By opgivet?
- Hvilken er Deres nuværende Adresse?

Hvis man fandt, at der var belæg for at tildele medaljen til ansøgeren, fik vedkommende et diplom sammen med medaljen, der kom i en lille hvid papæske. Medaljen var i privat eje og ville, efter ejerens død, gå i arv til efterkommerne.